# Pilghauser Bach
Der Pilghauser Bach, im 19. Jahrhundert Katternberger Bach genannt, ist ein Fließgewässer in der bergischen Großstadt Solingen. Er ist nach den drei Pilghauser Hofschaften benannt, durch die er fließt.

## Geographie

### Quelle und Verlauf
Der Pilghauser Bach entspringt in einer unterirdischen Quelle südlich der Lutherkirche, im Bereich des Haltepunkts Solingen-Grünewald. Ab der Hofschaft Obenpilghausen verläuft er an der Oberfläche und bildet dort bis zur Mündung in den Nacker Bach ein bewaldetes Bachtal zwischen zwei Höhenrücken. Die Länge des Bachs wird mit 3,7 Kilometern angegeben. Geologisch entwässert der Bach einen der Höhenzüge des Solinger Höhenrückens und nimmt durch zahlreiche kleinere Zuflüsse zudem Wasser des Höhscheider und Katternberger Riedels auf.
Der verrohrte Bach verläuft in südwestliche Richtung parallel zur Bundesstraße 229, ehe er in einem Feuchtgebiet an der Walter-Dodde-Straße an die Oberfläche tritt. Er passiert die Orte Oben-, Mittel- und Untenpilghausen. Bei Siepen ändert sich sein Verlauf in westliche Richtung, nachdem er das Wasser aus dem Siepener Bach aufgenommen hat. Südlich von Obenkatternberg verläuft er erneut in südwestliche Richtung, bevor er ab dem ehemaligen Neuenhauser Kotten nach Westen seiner Mündung entgegenfließt. Hinter Nöhrenhaus, am ehemaligen Nöhrenkotten, mündet der Pilghauser Bach in den Nacker Bach. 

### Zuflüsse
Aufgeführt sind alle Zuflüsse des Pilghauser Bachs, die in der amtlichen Gewässerkarte der Stadt Solingen mit eigenem Namen eingezeichnet sind. Längen nach dem FlussGebietsGeoinformationsSystem des Wupperverbandes gerundet auf eine Nachkommastelle.
- Kirschheider Bach (links), 0,1 km
- Siepener Bach (links), 0,3 km
- Hossenhauser Bach (rechts), 0,5 km
- Michelshäuschener Bach (rechts), 0,2 km
- Breitenbach (Michelshäuschen) (links), 0,1 km

### Umgebung
Das Pilghauser Bachtal ist durch Wander- und Waldwege im Gebiet erschlossen, wie zum Beispiel den Rundwanderweg durch das Pilghauser und Nacker Bachtal (Solingen) mit dem Wegzeichen des SGV eines weißen Kreises auf schwarzem Grund.

## Geschichte

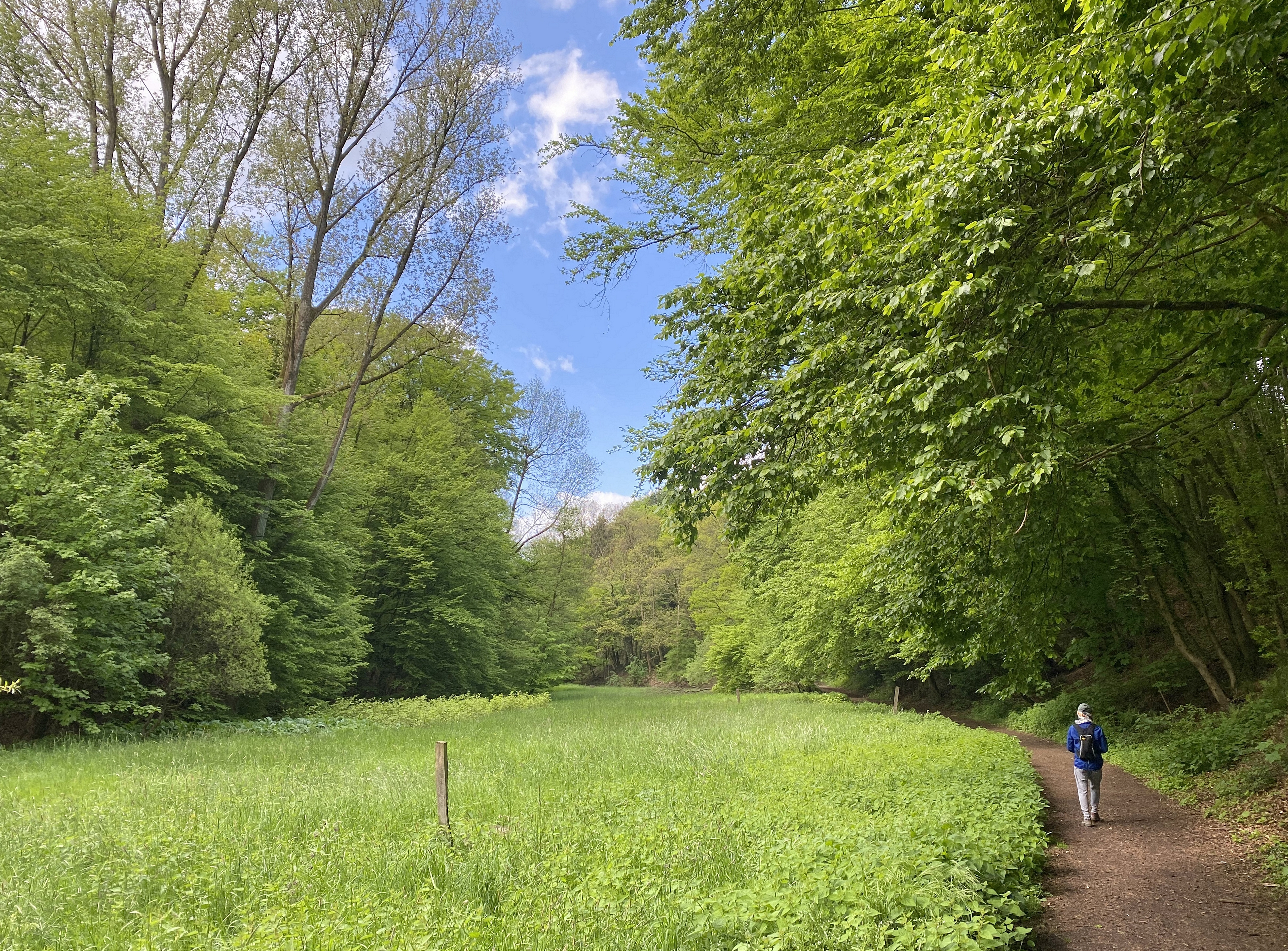
Pilghauser Bachtal

Der Pilghauser Bach besaß aufgrund seiner geringen Größe nur eine untergeordnete Bedeutung für die Nutzung der Wasserkraft. Erst mit fortschreitender Technik und zunehmender Erschöpfung der Kapazitäten an den übrigen Solinger Bächen wie dem Nacker Bach entstanden Mitte des 19. Jahrhunderts vier Wassertriebwerke am Pilghauser Bach. Dazu zählten der Pilghauser Kotten, der Bernskotten, der Neuenhauser Kotten sowie die Brücker Mühle, für die alle im Jahr 1846 die Konzession beantragt worden war. Die industrielle Nutzung der Wasserkraft endete im 20. Jahrhundert mit der Einstellung des letzten Schleif- bzw. Mahlbetriebs.
Das Pilghauser Bachtal wurde 2006 ab der Glockenstraße bei Obenpilghausen in seinem Verlauf bis zur Mündung als Teil des Landschaftsschutzgebietes Zentrale Höhenrücken und Bachtäler im Solinger Landschaftsplan erfasst.